# Columba thomensis
Columba thomensis е вид птица от семейство Гълъбови (Columbidae). Видът е застрашен от изчезване.

## Разпространение
Видът е разпространен в Сао Томе и Принсипи.